# Клеобея
Клеобея или Клеобоя (др.-греч. Κλεόβοια) — имя нескольких персонажей древнегреческой мифологии и литературы:
- мать Еврифемиды, жены царя Этолии Фестия[1][2];
- дочь Криаса[3];
- возлюбленная Геосфора, мать Филониды[4];
- жена нелеида Фобия из Милета[5];
- девушка с Пароса, которая, по словам Павсания, «первая принесла с Пароса на Фасос обряд тайного служения Деметре»[6][7].